# بوئینگ ایکس‌بی-۵۵
بوئینگ ایکس‌بی-۵۵ (به انگلیسی: Boeing XB-55) یک هواپیمای ساختِ بوئینگ در کشور ایالات متحده آمریکا است. نخستین استفاده‌کنندهٔ این هواپیما نیروی هوایی ایالات متحده آمریکا بوده‌است.